# Impulse! Records
Impulse! Records (іноді пишеться як «¡mpulse! Records» та «¡!») — американський джазовий лейбл звукозапису, заснований Крідом Тейлором у 1960 році. Джон Колтрейн був одним з перших, хто підписав контракт з Impulse!. Завдяки стабільним продажам і позитивній критиці його записів лейбл став відомий як «будинок, який побудував Трейн».

## Історія
Материнська компанія Impulse!, ABC-Paramount Records, була заснована у 1955 році як звукозаписний підрозділ Американської телерадіомовної компанії (ABC). У 1940-х і 1950-х роках ABC отримала вигоду від антимонопольних дій уряду США проти мовників і кіностудій, які були змушені продати частину своїх компаній. На початку 1950-х років ABC придбала у NBC мережу радіостанцій Blue Network, а згодом об'єдналася з новоствореною незалежною мережею кінотеатрів Paramount Theatres, що раніше належала Paramount Pictures.
Новий звукозаписний підрозділ розташовувався за адресою 1501 Бродвей, над театром Парамаунт на Таймс-Сквер. Під керівництвом Леонарда Ґолденсона, колишнього голови Paramount Pictures, компанія «прагнула зарекомендувати себе як крос-медійну силу в галузі телебачення, театрів і звукозапису». Вона досягла раннього успіху на телебаченні завдяки Клубу Міккі Мауса, спільному проєкту з Disney.
Щоб продавати музику з успішного телешоу, ABC-Paramount заснувала Am-Par Record Corporation і лейбл ABC-Paramount на початку 1955 року, призначивши Сема Кларка, бостонського дистриб'ютора грамплатівок, президентом, Ларрі Ньютона — менеджером з продажу, а Гаррі Левіна — директором A&R. Нова звукозаписна компанія користувалася повною підтримкою Ґолденсона. Сід Феллер, продюсер і аранжувальник, став першим найманим працівником 15 липня 1955 року. Лейбл досяг перших успіхів у попмузиці з Полом Анкою.
У 1960 році Am-Par заснував джазову дочірню компанію і найняв Кріда Тейлора, продюсера та аранжувальника, який працював з Bethlehem Records. Тейлор став продюсером і A&R-менеджером. Він обрав назву «Pulse», але потім дізнався, що вже існує лейбл з такою назвою, тож додав префікс. У середині 1960-х штаб-квартира Impulse! переїхала на Шосту авеню, 1130.

### Дизайн
Альбоми Impulse! відомі своєю візуальною привабливістю. Чорно-помаранчево-білу ліврею розробила Френ Етвей (тоді відома як Френ Скотт), якій Тейлор також приписує започаткування традиції лейблу використовувати для обкладинок найсучасніших фотографів. Кольорову гаму було обрано через її яскравість і тому, що жоден інший лейбл не використовував таке поєднання.
Логотип лейблу містив назву Impulse!, написану великими малими літерами без зарубок, а також знак оклику, який повторював малу літеру «i» на початку. Протягом більшої частини 1960-х років на обкладинках альбомів Impulse! був логотип помаранчевими літерами в білому колі, над ним чорно-помаранчеві знаки оклику, а під ним — номер за каталогом. Винятком є альбом A Love Supreme, який мав чорно-біле оформлення. У 1968 році круглий значок на обкладинці було замінено на одноколірний дизайн зі спрощеним логотипом Impulse! та логотипом ABC Records, розташованими поруч у розділеній прямокутній рамці.
Обкладинки альбомів часто містили стильні, широкоформатні фотографії або картини, зазвичай кольорові, які зазвичай «роздувалися» до країв обкладинки і друкувалися на глянцевому ламінованому папері. Багато з найвідоміших обкладинок Impulse! були розроблені арт-директором Робертом Флінном і сфотографовані невеликою групою, до якої входили Піт Тернер, який знімав обкладинки для Verve, A&M і CTI; Чак Стюарт, Арнольд Ньюман, Тед Рассел і Джо Алпер, відомий своїми фотографіями Боба Ділана початку 60-х. На нечисленних чорно-білих обкладинках містилося гасло: «Нова хвиля джазу — на IMPULSE!» («The New Wave of Jazz is on IMPULSE!»). Більшість платівок Impulse! випускалися у рукавах, з фотографіями та вкладишами, в деяких випадках — у багатосторінкових буклетах.

### Ранній успіх
Тейлор досяг швидкого успіху, підписавши контракт з Реєм Чарльзом, у якого щойно закінчився контракт з Atlantic Records. Альбом Чарльза Genius + Soul = Jazz приніс лейблу перший хіт і став четвертим у чартах за всю його кар'єру. Серед інших ранніх успіхів — Out of the Cool Гіла Еванса. Тейлор також підписав контракт з Джоном Колтрейном.
Ще одним важливим раннім релізом був The Blues and the Abstract Truth Олівера Нельсона, який очолював зоряну групу, до якої входили Фредді Габбард, Ерік Долфі, Білл Еванс, Пол Чемберс і Рой Гейнс. Нельсон відігравав важливу роль у перші роки існування лейблу, а потім переїхав до Лос-Анджелеса, де став аранжувальником для кіно і телебачення.
Тейлор покинув Impulse! влітку 1961 року після того, як MGM запропонувала йому очолити Verve Records.

### 1961-69
Боб Тіле, наступник Тейлора, продюсував більшість альбомів у 1960-х роках. Він працював на Decca Records та її дочірніх компаніях Coral і Brunswick, де серед його продюсерів були Алан Дейл, the McGuire Sisters, Перл Бейлі та Тереза Брюер, з якою він одружився. Незважаючи на опір керівників Decca, які підозріло ставилися до рок-н-ролу, Тіл підписав контракт з Бадді Голлі у 1957 році.
Першою роботою Тіле в рамках програми Impulse! став реліз Колтрейна Live! at the Village Vanguard, що вийшов у березні 1962 року. Незважаючи на те, що Тіле не був знайомий з рухом «нового джазу», він підтримав своїх виконавців, надав їм безпрецедентну свободу у виборі репертуару та надав провідним виконавцям, таким як Колтрейн, карт-бланш у студії. Impulse! за часів Тіле визнаний ключовим виходом для фрі-джазу та музичного руху, який очолювали Колтрейн, Фредді Габбард, Арчі Шепп та Маккой Тайнер. Окрім авангардних релізів, Тіле також продюсував співпрацю Колтрейна з двома їхніми спільними кумирами — Дюком Еллінгтоном та Коулманом Гокінсом. Серед інших відомих виконавців, які записувалися для Impulse! у цей період, був Чарльз Мінґус.
Завдяки хорошій промоції та налагодженій дистриб'юторській мережі ABC-Paramount, Колтрейн мав найвищу популярність, а також найсильніші та найстабільніші продажі серед усіх артистів Impulse!. Окрім мистецького впливу, платівка Колтрейна A Love Supreme 1965 року стала одним з найуспішніших джазових альбомів, що коли-небудь виходили, розійшовшись накладом понад 100 000 копій з першого ж релізу. До 1970 року було продано понад півмільйона примірників. Роджер Макгінн з гурту The Byrds стверджував, що багато слухав Колтрейна в цей період, і що гра Колтрейна на саксофоні вплинула на його гру на 12-струнній гітарі в хіті «Eight Miles High».
Тіле розірвав свої зв'язки з Impulse! у 1969 році, уклавши нетривалу угоду про незалежне продюсування записів, а потім повністю покинув лейбл, щоб заснувати власний лейбл Flying Dutchman Records. Відхід Тіле був частково прискорений розривом його стосунків з Ларрі Ньютоном, президентом ABC Records.
Однією з останніх продюсерських робіт Тіле стала пісня Луї Армстронга «What a Wonderful World», яку він написав у співавторстві та продюсував для поп-підрозділу ABC незадовго до смерті Армстронга. Хоча музиканти, очевидно, не знали про цю драму, повідомляється, що під час запису сталася сутичка між Тіле і Ньютоном. Коли Ньютон прибув на сесію, він засмутився, коли дізнався, що Армстронг записує баладу, а не номер у стилі диксиленду, як його попередній хіт «Hello Dolly». За словами самого Тіле, це призвело до крику; Ньютона довелося виставити зі студії, і він стояв на вулиці протягом усієї сесії, стукаючи у двері і кричачи, щоб його впустили. Сингл був випущений з невеликим просуванням від ABC і відносно погано продавався в США. В Європі він розійшовся накладом понад 1,5 мільйона копій і посів перше місце у Великій Британії. Попит на альбом з боку європейського дистриб'ютора ABC, компанії EMI, змусив ABC випустити альбом, але вони не просували його, і він не потрапив до чартів США. Двадцять років по тому він став найуспішнішим записом у кар'єрі Армстронга і Тіле, завдяки включенню до саундтреку фільму Доброго ранку, В'єтнаме.

### 1970-ті
Під керівництвом Еда Мішеля, наступника Тіле, Impulse! продовжував випускати знакові записи, зокрема дебютний альбом Liberation Music Orchestra, першу з чотирьох спільних робіт Чарлі Гейдена та Карли Блей. Компанія також придбала мастер-копії, які Сан Ра записав для свого приватного лейблу, вперше зробивши їх більш доступними для широкого загалу.
На початку 1970-х ABC реструктурувала свій звукозаписний підрозділ, об'єднавши лейбл ABC з іншою поп-рок-філією, Dunhill Records, до складу якої входили The Mamas & the Papas, Steppenwolf, Three Dog Night та The Grass Roots. Impulse! переїхав до Лос-Анджелеса, щоб розділити штаб-квартиру з ABC-Dunhill у Лос-Анджелесі. На той час серед продукції компанії домінували поп-рок гурти, а релізи Impulse! становили лише 5 відсотків від загального обсягу продажів. Також у цей час Impulse! став першим повністю джазовим лейблом, який випустив рок-альбом, випустивши Trespass, другий альбом Genesis, у США в 1970 році.
У 1974 році ABC придбала лейбл Famous Music та каталог у Gulf+Western, а згодом джазові записи цієї компанії були включені до каталогу Impulse!. Нові записи лейблу припинилися наприкінці 1970-х років, але ABC перевидавав платівки, аж поки компанію не продали MCA Records у 1979 році. Зараз вона є частиною джазового холдингу Universal Music Group, The Verve Music Group.